# 珠海公交202路线
珠海公交202路线，是中国广东省珠海市内一条公共汽车路线，往来吉大总站及小林总站。

## 歷史
- 202路线于1994年由珠海市公共汽车公司开通，往返“吉大總站—紅旗”，途經蓮花山、南屏街口、珠海大橋，以方便吉大、兰埔、南屏镇、红旗镇居民。[1]全线采用滁州扬子YZL6730C型中巴，實施有人售票階梯制收費，票价为￥2.0-￥4.0，班次为每18分钟一班。吉大总站首末车时间为06:20-20:05；红旗首末车时间为06:10-19:55。[2]
- 1997年，本線路改為無人售票递减式分段收费。[1]
- 2005年，珠海公汽上调票价，该线路票价调整为￥2.5-￥4.5，同时启动普通卡、学生卡乘车优惠。同年本線路加密至每13.4分鐘一班。
- 2007年3月18日，该线路全部配车更换为厦门金龙XMQ6840GE型中巴。[3]
- 2008年12月29日，该线路班次密度由13.4分钟调整为高峰期12分钟，平峰期13分钟。同时吉大总站尾班车时间由20：05调整至20：55；红旗尾班车时间由19：55调整至20：35。[4]
- 2011年1月，该线路改为大巴行驶，由原厦门金龙XMQ6840GE型空调中巴更换为郑州宇通ZK6108HGC型、ZK6108HGB型空调巴士。
- 2011年6月28日，珠海公交对旗下所有巴士线路票价进行调整，该线路票价调整为￥2.0-￥4.0。
- 2012年11月，该线路全部配车更换为珠海广通GTQ6117N4GJ5型LNG空调巴士。
- 2012年12月，本线路在“白藤头”与“红旗医院”之间双向增停“富红苑”站。
- 2015年10月20日，為配合金湾区公交线网进行优化调整并实施公交换乘优惠措施，該線路首次做出大調整，首末站調整爲“吉大總站—丽珠西门（派特尔）”，並覆蓋原206路線部分走向。吉大總站服務時間由06:20－21:00調整至06:20－20:55；麗珠西門（派特爾）服務時間由06:10－20:35調整至05:55－20:30。收費方式更改為無人售票一票制收費，票價無論遠近均為人民幣3元。[5]同日起，調入部分配車，分別為鄭州宇通ZK6100HNGA9型LNG空調巴士（此前服役於206路線）及珠海广通GTQ6108N5GJ5型LNG空調巴士。

## 外部連結
- 珠海公交集团巴士公司
- 珠海市公共汽车线路信息表
- 珠海市交通运输局